# Улица Максимова (Ярославль)
У́лица Макси́мова (бывшая Всесвятская улица, Комитетская улица) — улица в историческом центре города Ярославля. Эта небольшая узкая улица начинается в тупике у трехэтажного жилого дома (до 1936 года на этом месте находилась церковь Всех Святых) и заканчивается у площади Волкова, сливаясь с улицей Трефолева.

## История
Улица была проложена в ходе перестройки города по регулярному плану 1778 года. Начиналась от Всехсвятской церкви, по которой и получила своё название, и заканчивалась у Казанской улицы рядом с Власьевской башней. В XIX веке употреблялись также обиходные названия улицы: Зарядский переулок (название улицы известно с 1850-х гг. и отражало расположение её за Мучным рядом старого Гостиного двора) и Балов переулок (по находившимся здесь в XIX веке домам купца Балова).
В 1918 году большевики переименовали Всесвятскую улицу в Комитетскую. В 1936 году разрушили Всехсвятский храм и застроили начало улицы. В августе 1984 года вновь переименовали — в улицу Максимова в честь А. Е. Максимова (1914—1984) — генерала-майора авиации, жившего в последние годы жизни в Ярославле.
22 декабря 2013 года на участке улицы Максимова от улицы Трефолева до улицы Андропова движение транспортных средств изменено на одностороннее (по направлению в сторону улицы Андропова).

## Здания и сооружения
- № 1 — Четырехэтажный жилой дом, построенный в 1905 году в стиле классицизма
- № 6 — Дом жилой церкви Всех Святых. Дом построен в первой трети XIX века (на фасаде сохранился знак страхового общества с датой 1827 год) в стиле классицизма. Предположительно он принадлежал священнику церкви Всех Святых. Автор и строитель неизвестны. Во второй половине XIX столетия, слева вдоль наружной стены, возведена двухэтажная пристройка сложена из маломерного кирпича) с одноэтажным тамбуром[3].
- № 7 — Областной Дом народного творчества ГУК
- № 8 — Ярославская пресс-служба
- № 8а — Бывшая аптека Дуропа, построенная в начале XVIII века (до регулярного плана города)[4]
- № 8б — Отель «Мудрый Филин»
- № 13 — Ярославская государственная филармония
- № 15 — Выставочный зал союза художников